# Église Notre-Dame de Blanquefort-sur-Briolance
Pour les articles homonymes, voir Église Notre-Dame.
L’église Notre-Dame, église romane du XIIe siècle, est située à Blanquefort-sur-Briolance, dans le département de Lot-et-Garonne, en Nouvelle-Aquitaine.

## Localisation
L'église Notre-Dame est située à Milhac, sur le territoire de la commune de Blanquefort-sur-Briolance, dans le département de Lot-et-Garonne, en France.

## Historique
La paroisse de Milhac était une possession de l'abbaye de La Sauve-Majeure, dans le Bordelais.
L'église Notre-Dame faisait partie d'un prieuré et existait au début du XIIe siècle comme le confirme une charte de 1142 de l'évêque d'Agen Raymond-Bernard du Fossat. L'église devient un prieuré simple, créé à une date inconnue. Aux XVIe et XVIIe siècles, le prieur prenait les 2/3 des dîmes de Blanquefort et de Veyrines.
La chapelle sud a été construite au XVIe siècle. La salle au-dessus de la travée droite du chœur, contre le clocher-arcade, date du XVIIe siècle.
La voûte d'arête de la nef est construite au XIXe siècle, comme la sacristie.
L'église Notre a été inscrite au titre des monuments historiques en 1925,.

## Description
L'église est composée d'un vaisseau unique rectangulaire terminé par une abside en hémicycle voûtée en cul-de-four précédée par une courte travée droite. La nef est plus large que le chœur. La nef a d'abord été lambrissée avant d'être couverte par quatre travées de voûtes d'arêtes en briques, modernes.
L'arc triomphal à double rouleau qui sépare la nef du chœur, a une disposition originale. Les piedroits en maçonnerie sont très saillants, occupant l'espace entre l'entrée du chœur et la largeur de la nef. Ils renferment chacun une sorte de niche voûtée en plein cintre dont l'ouverture fait face à la nef. La destination de ces niches est difficile à déterminer. Ces dispositions rappellent celles des autels latéraux de l'église San Juan de Duero, en Castille. Les massifs servaient de support au clocher-arcade qui était à l'origine sur l'arc triomphal placé à l'entrée du sanctuaire. Les chapiteaux de l'arc triomphal sont sculptés de pommes de pin, de volutes, et de deux colombes buvant au même calice.
L'autel est en pierre et sans tabernac. Il paraît contemporain de l'église. 
Côté sud, une chapelle carrée, sans caractère.
À l'extérieur, l'abside porte une corniche à métopes perforées.
Le clocher-arcade originel a été complété par trois parois placées au-dessus de la travée droite du chœur pour former une salle et faisant du clocher une tour carrée.

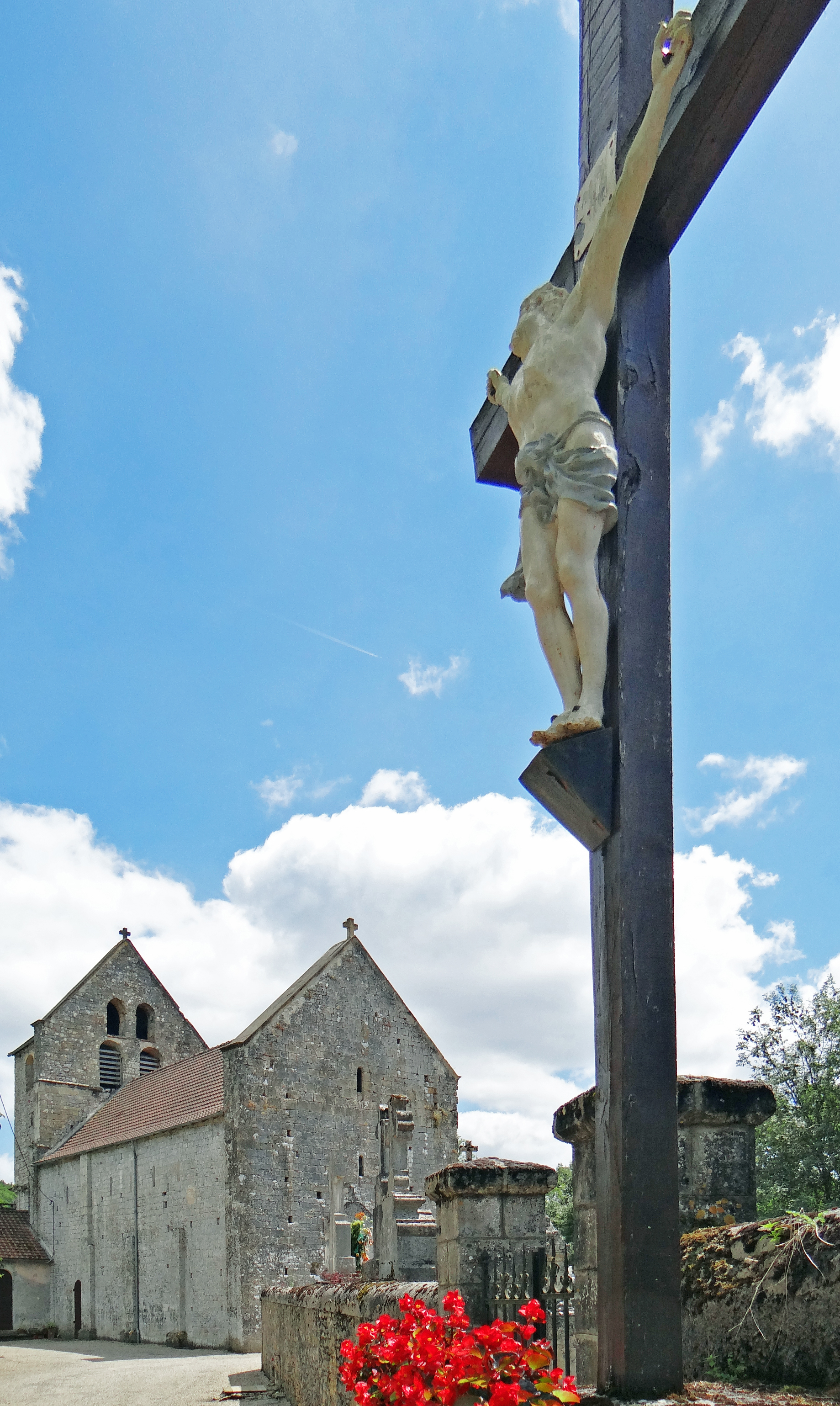
L'église à Milhac
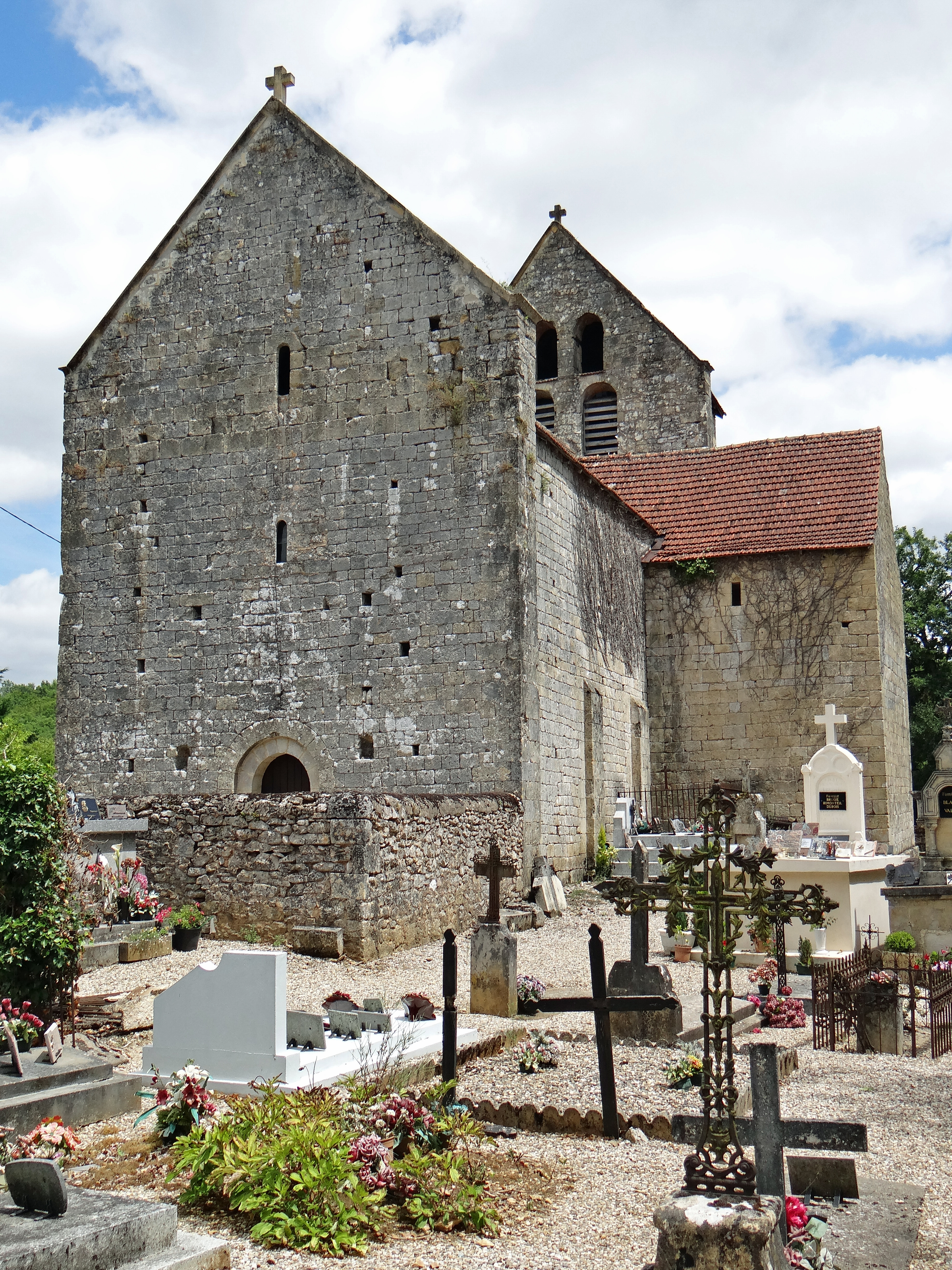
La façade occidentale
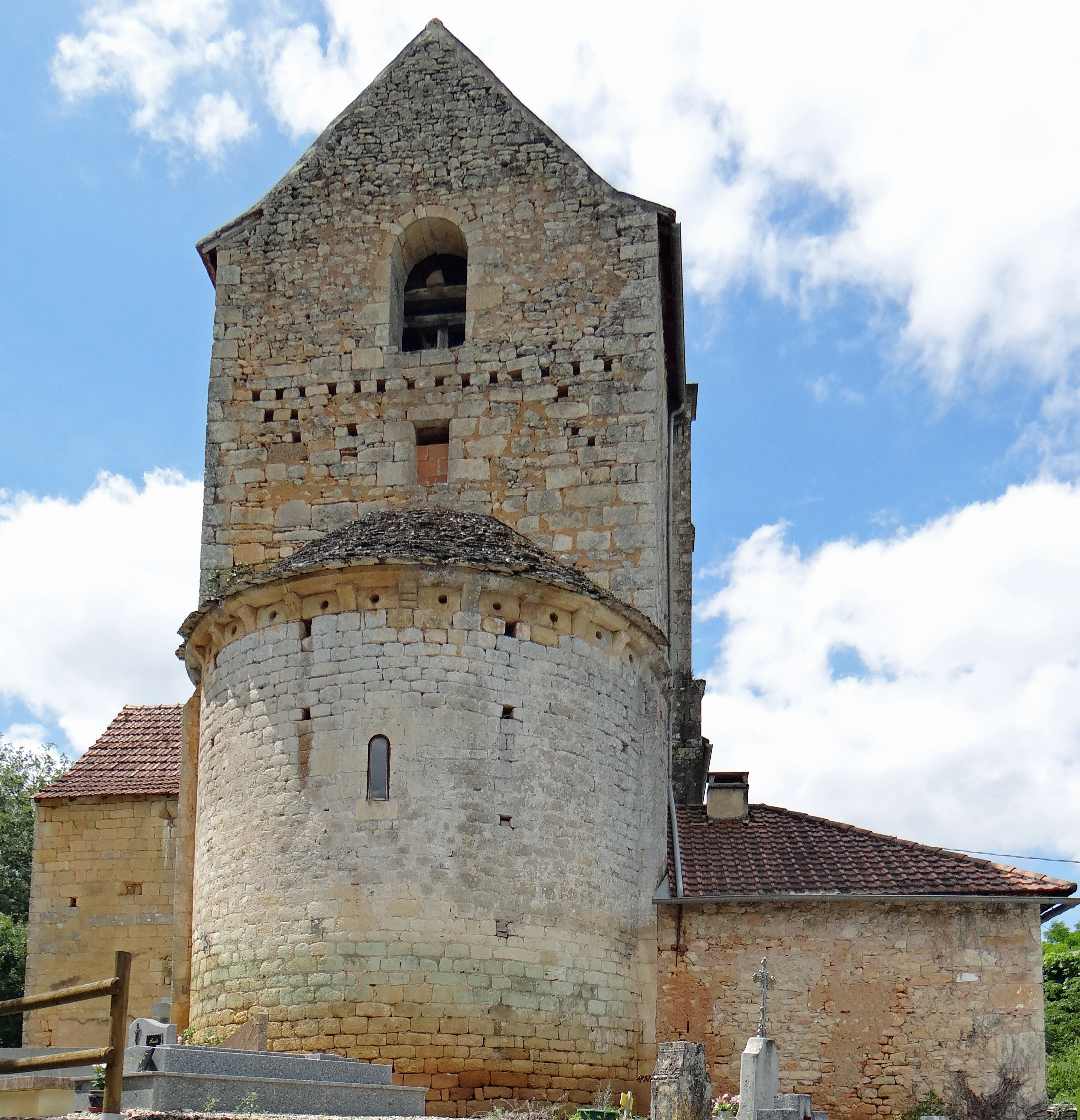
Le chevet
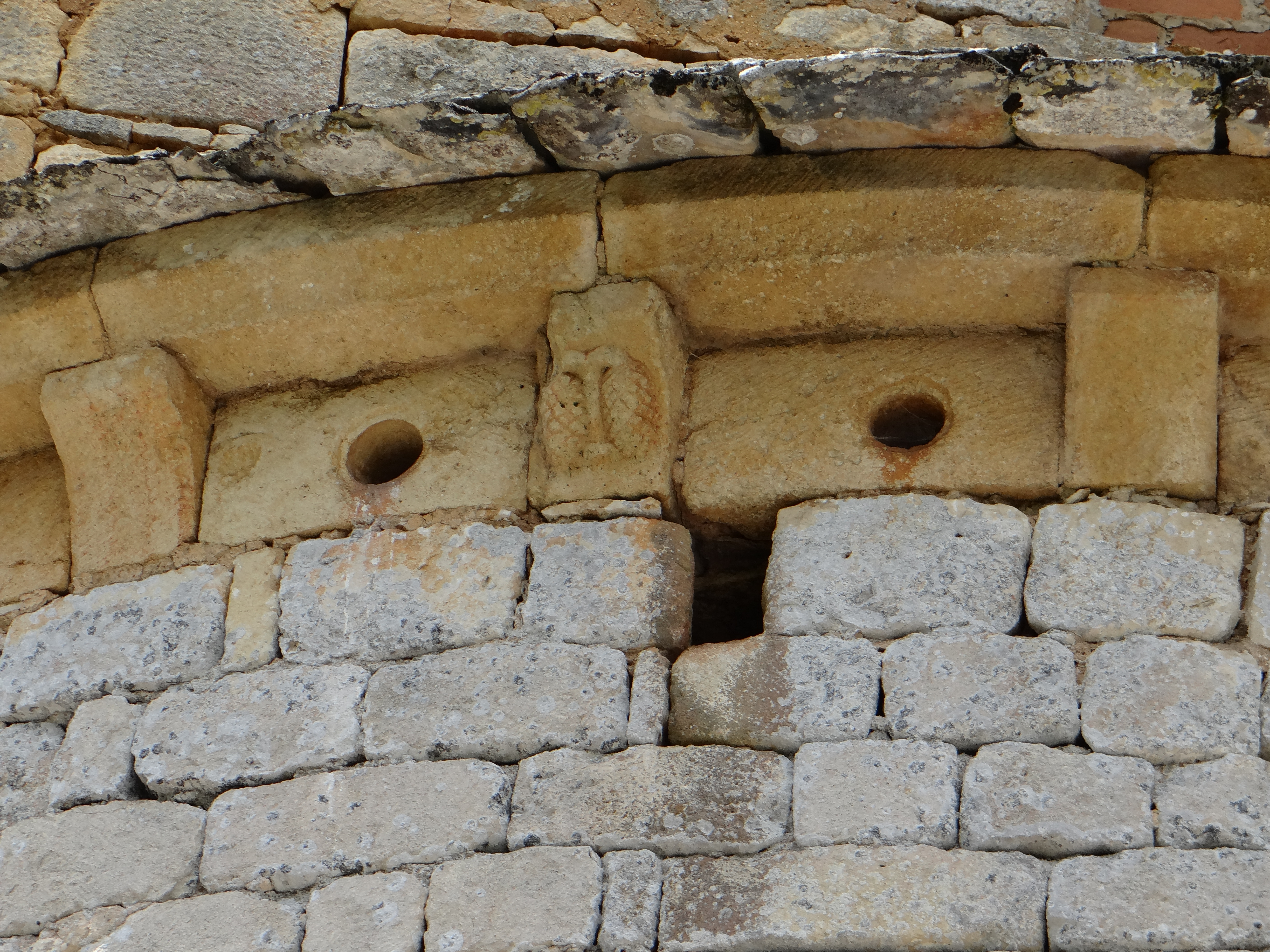
Métopes perforées de l'abside